# Valentina Kovpan
Valentina Ivanivna Kovpan (en ukrainien : Валентина Іванівна Ковпан), née le 28 février 1950 à Petroostriv, en RSS d'Ukraine et mort le 12 mai 2006 à Lviv, est une archère soviétique.

## Palmarès
- Jeux olympiques
  -  Médaille d'argent à l'individuel femme aux Jeux olympiques d'été de 1976 à Montréal.